# StEG I 600–711
| StEG I 600–711 / StEG V / StEG 42 / kkStB 571 / BBÖ 571 / MÁV IVb 4201–4242 / MÁV 459 / ČSD 401.0 / DR-Baureihe 5570 / CFO 243–246 / BDŽ 1243–1246 / GCB 180–189 | StEG I 600–711 / StEG V / StEG 42 / kkStB 571 / BBÖ 571 / MÁV IVb 4201–4242 / MÁV 459 / ČSD 401.0 / DR-Baureihe 5570 / CFO 243–246 / BDŽ 1243–1246 / GCB 180–189 | StEG I 600–711 / StEG V / StEG 42 / kkStB 571 / BBÖ 571 / MÁV IVb 4201–4242 / MÁV 459 / ČSD 401.0 / DR-Baureihe 5570 / CFO 243–246 / BDŽ 1243–1246 / GCB 180–189 | StEG I 600–711 / StEG V / StEG 42 / kkStB 571 / BBÖ 571 / MÁV IVb 4201–4242 / MÁV 459 / ČSD 401.0 / DR-Baureihe 5570 / CFO 243–246 / BDŽ 1243–1246 / GCB 180–189 |
| --- | --- | --- | --- |
| StEG V Nr. 661 „Kaiser Franz Josef“ später StEG 42.35, kkStB 571.35                                                                                              | | | |
| Technische Daten | | | |
| Bauart | D n2 | D n2 | D n2 |
| Zylinder-Ø | 470 mm | 470 mm | 470 mm |
| Kolbenhub | 632 mm | 632 mm | 632 mm |
| Treibrad-Ø | 1.173 mm | 1.173 mm | 1.173 mm |
| fester Radstand | 2.535 mm | 2.535 mm | 2.535 mm |
| Gesamtradstand | 3.793 mm | 3.793 mm | 3.793 mm |
| Gesamtradstand + Tender | 9.750 mm | 9.800 mm | 11.457 mm |
| Anzahl der Rohre | 206 | 185 | 195 |
| Heizfl. d. Rohre | 169,2 m² | 152,0 m² | 159,0 m² |
| Heizfl. d. Feuerbüchse | 9,8 m² | 9,4 m² | 9,5 m² |
| Rostfl. | 1,96 m² | 1,88 m² | 1,85 m² |
| Dampfdruck | 9/10 | 9/10 | 9/10 |
| Tender | 37 | 37 | 37 |
| Gewicht (leer) | 40,9 t | 40,9 t | 40,2 t |
| Adhäsionsgewicht | 46,1 t | 46,1 t | 45,7 t |
| Dienstgewicht | 46,1 t | 46,1 t | 45,7 t |
| vmax | 35 km/h | 35 km/h | 35 km/h |

Die StEG I 600–711 waren Güterzug-Schlepptenderlokomotiven der k.k. priv. Österreichischen Staatseisenbahn-Gesellschaft (StEG).

## Geschichte

### StEG
Die StEG musste wegen der topographischen Verhältnisse der von ihr betriebenen Strecken schon 1868 auf vierfach gekuppelte Güterzuglokomotiven wechseln. Die Type wurde vom Maschinendirektor der StEG Wilhelm von Engerth konzipiert. Von 1868 bis 1880 wurden insgesamt 75 Exemplare von der Lokomotivfabrik der StEG, der Maschinenfabrik Esslingen und von Borsig in Berlin-Tegel geliefert.
Von den Nummern 600–711 waren nur 600–637 und 698–711 besetzt. Im zweiten Bezeichnungsschema der StEG erhielten die Fahrzeuge die Nummern 1112–1149 und 1210–1223 und die Kategorie V. Zusätzlich wurden noch die Nummern 1224–1246 mit neu gebauten Lokomotiven dieser Bauart besetzt. Im dritten Bezeichnungsschema der StEG erhielten die Fahrzeuge die Bezeichnung 4201–4273.
Anfangs trugen den damaligen Gepflogenheiten entsprechend einige Exemplare auch Namen, die insbesondere nach Orten am Ergänzungsnetz (Laaer Ostbahn bzw. Marchegger Ostbahn) benannt waren. Namentlich bekannt sind die „Wolkersdorf“ StEG I 662 (StEG 881/1868), „Neubau“ StEG I 674 (StEG 1027/1870) und die „Pardany“ StEG I 709 (StEG 1094/1873). Die Lokomotive „Kaiser Franz Josef“ StEG I 661 war die 1000. Lokomotive der Lokomotivfabrik der StEG und wurde im Jahr 1873 auf der Wiener Weltausstellung präsentiert.
1889 wurden zwei Stück versuchsweise in Verbundmaschinen mit Anfahrvorrichtung Bauart Mallet umgebaut, jedoch bewährte sich diese nicht und die beiden Loks wurden 1896 wieder in normale n2 - Lokomotiven rückgebaut. Ansonsten waren die von den Lokomotivführern wegen ihrer geringen Neigung zum Schleudern gelobten Maschinen als einfache und begnügsame Type bekannt.
Im Zuge der Verstaatlichung der ungarischen Strecken der StEG im Jahre 1891 kamen 42 Stück dieser Fahrzeuge als IVb 4201–4242 zur MÁV, die sie 1911 der Reihe 459 zuordnete.

### kkStB
Die k.k. Staatsbahnen ordneten die 73 übernommenen Exemplare nach der Verstaatlichung der StEG 1909 als Reihe 571 ein. Um 1910 bekamen die meisten von ihnen neue Kessel mit Doppel-Dampfdomen mit Verbindungsrohr, was den Maschinen ein noch altertümlicheres Aussehen verlieh, zu dem auch noch die aufgenieteten Gegengewichte an den Rädern beitrugen. Zusätzlich erhielten sie eine neue Feuerbox Bauart Becker. Die Loks waren mit Juni 1914 unter anderem in Stadlau (40 Exemplare), Brünn (23) und Böhmisch Trübau (10) stationiert. Sie waren zu dieser Zeit meist als Verschub- und Nachschiebelokomotiven sowie zur Führung von Sammelgüterzügen eingesetzt.

### BBÖ/DR/ÖBB
Nach dem Ersten Weltkrieg kamen 42 Stück zur BBÖ, welche unter Beibehaltung ihrer Reihennummern überwiegend in Stadlau stationiert waren und Vorspann- sowie Nachschiebedienste über die altersschwache Donaubrücke leisteten. Ebenso waren sie im Verschub eingesetzt. Einige Maschinen waren Anfang der 1920er Jahre in Bruck an der Leitha stationiert, wo sie Dienst auf den noch mit schwachem Oberbau ausgestatteten Strecken des neu zu Österreich gekommenen Burgenlandes taten. Die ersten Exemplare wurden 1923/24 von den BBÖ ausgemustert. Ab 1928 folgten die restlichen Maschinen in rascher Folge, so dass ab 1935 nur noch drei Lokomotiven im Stand waren. Diese kamen 1938 zur Deutschen Reichsbahn, welche sie als 55 7001 – 7003 einreihte und im Verschub im südmährischen Lundenburg und Bruck an der Leitha einsetzte. Alle drei Loks überlebten sogar noch den Zweiten Weltkrieg. 55 7001 war nach 1945 am Gelände des Verschiebebahnhofs Breitenlee abgestellt und wurde am 1. August 1952 kassiert. 55 7002 war in Krems stationiert und als Werkslok an die Hütte Krems verliehen, sie wurde als letzte ihrer Type 1958 ausgeschieden und verschrottet. 55 7003 verschlug es zu Kriegsende nach Nürnberg, von wo sie 1949 nach Salzburg retourniert und kurz darauf kassiert wurde.

### ČSD/PKP
31 Maschinen kamen nach 1918 kamen zur ČSD, die sie ab 1924 als Reihe 401.0 einordnete und die letzten Exemplare erst 1952 ausschied. Zwei Maschinen kamen zur PKP, die sie jedoch bald ausmusterte.

### CFO/BDŽ
Vier baugleiche Lokomotiven erhielt die Chemins de fer Orientaux (CFO) 1878 von der Lokomotivfabrik der StEG für die damals im europäischen Teil des Osmanischen Reiches liegende Bahn von Russe nach Varna im heutigen Bulgarien mit den Nummern 243 bis 246 geliefert. Sie gingen 1888 mitsamt ihrer Einsatzstrecke an die neugegründete bulgarische Staatsbahn Balgarski Darschawni Schelesnizi (BDŽ) über, die sie mit den Nummern 1243 bis 1246 übernahm, ihnen ab 1908 aber wieder die alten CFO-Nummern zuteilte. Sie wurden bei der BDŽ vor 1936 ausgemustert.

### CFR/GCB
Zehn Exemplare (687–696) kamen 1877 zur Bender-Galatz Eisenbahn, 1878 zur Rumänischen Staatsbahn (CFR) und wurden im August des Jahres an die Grand Central Belge (GCB) verkauft. Dort bekamen sie die Nummern 180–189. Mit der Verstaatlichung der GCB 1898 kamen die Lokomotiven zu den Belgischen Staatsbahnen, wo sie mit den gleichen Nummer teilweise bis 1911 im Dienst waren.